# Charles Gmelin
Charles Henry Stuart Gmelin (Krishnanagar, 28 maggio 1872 – Oxford, 12 ottobre 1950) è stato un velocista britannico.

## Biografia
Gmelin nacque in India da un missionario cristiano, ritornando nel Regno Unito in giovane età per studiare.
Partecipò alle gare di atletica leggera delle prime Olimpiadi moderne che si svolsero ad Atene, nei 400 metri piani, con la squadra dell'Università di Oxford, vincendo la medaglia di bronzo.
Prese parte anche alle gare dei 100 metri piani, classificandosi terzo in batteria, non riuscendo a qualificarsi per la finale.

## Palmarès
| Anno | Manifestazione  | Sede  | Evento    | Risultato | Prestazione | Note |
| ---- | --------------- | ----- | --------- | --------- | ----------- | ---- |
| 1896 | Giochi olimpici | Atene | 100 metri | Batteria  | n/d         |      |
| 1896 | Giochi olimpici | Atene | 400 metri | Bronzo    | 58"0        |      |